# 小柳由春
小柳 由春（こやなぎ よしはる、1948年3月17日 - ）は、北海道出身の元騎手。

## 来歴
馬事公苑14期生で、小島太・田島良保・安田富男・目野哲也・平井雄二・池上昌弘と同期であり、やんちゃで個性の強い顔触れが揃っていた。1つ下の福永洋一・柴田政人・岡部幸雄・伊藤正徳らが「花の15期生」と呼ばれて脚光を浴びるようになった時、安田などは自分たちを「ずっこけ14期生」と呼んでいた。
1966年3月に中山・矢倉玉男厩舎からデビューし、同20日の中山第4競走障害5歳以上未勝利・エメラルドクイン（9頭中8着）で初騎乗を果たす。
小島・田島・目野と共に1966年にデビューできたが、池上は1年遅れの1967年、安田は入学後は授業を真面目に受けないなど不真面目な面があり、小柄過ぎたために成長を待たされたこともあって、2年遅れの1968年、平井が3年遅れの1969年にデビューを果たした。
10月30日の東京第12競走4歳以上50万下・ライクインで初勝利、12月3日の中山第3競走3歳オープンではリュウズキで2勝目を挙げるが、1年目の同年はこの2勝であった。
2年目の1967年には3月25日の中山第7競走4歳150万下でニットエイトに騎乗し3着に入り、11月26日の中山第3競走障害4歳以上未勝利・ヤマノシンで障害初勝利を挙げる。
3年目の1968年には前年に皐月賞馬となったリュウズキ、菊花賞馬となったニットエイトのオープン戦に騎乗し、リュウズキでは2月の中山オープンで前年の有馬記念馬カブトシローを抑えて勝利。ニットエイトでは7月の函館オープンで後に「華麗なる一族」と呼ばれる血脈の礎を築いた名繁殖牝馬となるミスマルミチを抑えて勝利。
1969年には前年に有馬記念を制したリュウズキで夏の函館オープンを2勝し、11月9日の東京第3競走障害4歳以上未勝利では後にカブラヤオー・ミスカブラヤ兄妹の母となるカブラヤで勝利。
1973年には福島の平地戦で3勝を挙げるなど自己最多の8勝をマークし、中山大障害（秋）では関西馬フジチャイナで2着に入った。　　
1975年にはバローネターフを障害初出走初勝利と2勝目に導いたが、8月9日の新潟第10競走鳥海山特別・ゴールドジンを最後に平地の勝利からは遠ざかる。
1977年10月8日の中山第4競走障害4歳以上オープンでは12頭中10番人気の牝馬ゴリョウチェスターで64kgを背負ったバローネターフを下し、枠連万馬券の波乱となった。中山大障害（秋）でもゴリョウチェスターに騎乗したが、バローネターフに1.8秒の大差を付けられたファンドリナイロからも5.3秒遅れた3着に入った。
1978年には中山大障害（秋）でバローネターフに騎乗し大差勝ちで同レース3勝目を挙げたが、小柳は重賞初勝利となった。
1979年には6月3日の東京第5競走4歳未勝利・ツクバルーラで5年ぶりの平地勝利を挙げ、1981年には6月28日に1日2勝を挙げるなど福島戦3勝を含む6勝をマーク。
フリーとなった1983年には東京障害特別（秋）で10頭中8番人気のメジロザニアーに騎乗し3年ぶりの重賞勝利を挙げ、2着には平井が騎乗するハヤテタケルが入って14期生のワンツーとなり、枠連万馬券であった。
1985年には矢倉厩舎に復帰するが、初めて0勝に終わる。
1986年12月13日の中山第6競走障害4歳以上未勝利・シルバーイッキが最後の勝利を挙げ、同馬に騎乗した1987年2月22日の東京第5競走障害4歳以上400万下（13頭中8着）を最後に引退。

## 騎手成績
| 通算成績 | 1着 | 2着 | 3着 | 4着以下 | 出走回数 | 勝率 | 連対率 |
| -------- | --- | --- | --- | ------- | -------- | ---- | ------ |
| 平地     | 26  | 19  | 40  | 300     | 385      | .068 | .117   |
| 障害     | 53  | 52  | 71  | 422     | 598      | .089 | .176   |
| 計       | 79  | 71  | 111 | 722     | 983      | .080 | .153   |

主な騎乗馬
- バローネターフ（1978年中山大障害 (秋)）
- メジロザニアー（1983年東京障害特別 (秋)）